# Đồng Sơn (xã)
Đồng Sơn là một xã thuộc tỉnh Đồng Tháp, Việt Nam.

## Địa lý
Xã Đồng Sơn có vị trí địa lý:
- Phía đông giáp xã Phú Thành.
- Phía tây giáp xã An Thạnh Thủy và Tân Thuận Bình.
- Phía nam giáp xã Vĩnh Bình.
- Phía bắc giáp tỉnh Tây Ninh.

Xã Đồng Sơn có diện tích 44,27 km², dân số năm 2025 là 40.405 người, mật độ dân số đạt 912 người/km².

## Lịch sử
Ngày 16 tháng 6 năm 2025, Ủy ban Thường vụ Quốc hội ban hành Nghị quyết số 1663/NQ-UBTVQH15 về việc sắp xếp các đơn vị hành chính cấp xã của tỉnh Đồng Tháp năm 2025. Theo đó, sắp xếp toàn bộ diện tích tự nhiên, quy mô dân số của các xã Bình Nhì, Đồng Thạnh và Đồng Sơn thành xã mới có tên gọi là xã Đồng Sơn.
Sau khi sáp nhập, xã Đồng Sơn có 44,27 km² diện tích tự nhiên và dân số 40.405 người.

## Hành chính
Xã Đồng Sơn được chia thành 4 ấp: Thạnh Thới, Khương Thọ, Ninh Đồng, Bình Trinh.